# Caromama I
Caromama I (Karomama)  foi uma rainha egípcia, casada com Osocor II. Fez parte da XXII dinastia egípcia. Há uma estátua de bronze da rainha Caromama no Museu do Louvre, Paris.